# Gubin (gemeente)
De gemeente Gubin is een landgemeente in het Poolse woiwodschap Lubusz, in powiat Krośnieński (Lubusz).
De zetel van de gemeente is in Gubin.
Op 30 juni 2004 telde de gemeente 7272 inwoners.

## Oppervlakte gegevens
In 2002 bedroeg de totale oppervlakte van gemeente Gubin 379,73 km², waarvan:
- agrarisch gebied: 32%
- bossen: 57%

De gemeente beslaat 27,32% van de totale oppervlakte van de powiat.

## Demografie
Stand op 30 juni 2004:
| Omschrijving                   | Totaal | Totaal | Vrouwen | Vrouwen | Mannen | Mannen |
| ------------------------------ | ------ | ------ | ------- | ------- | ------ | ------ |
| eenheid                        | aantal | %      | aantal  | %       | aantal | %      |
| inwoners                       | 7272   | 100    | 3625    | 49,8    | 3647   | 50,2   |
| bevolkingsdichtheid (inw./km²) | 19,2   | 19,2   | 9,5     | 9,5     | 9,6    | 9,6    |

In 2002 bedroeg het gemiddelde inkomen per inwoner 1248,83 zł.

## Administratieve plaatsen (sołectwo)
Bieżyce, Brzozów, Budoradz, Chęciny, Chlebowo, Chociejów, Czarnowice, Dobre, Dobrzyń, Drzeńsk Mały, Drzeńsk Wielki, Dzikowo, Gębice, Grabice, Grochów, Gubinek, Jaromirowice, Jazów, Kaniów, Komorów, Koperno, Kosarzyn, Kozów, Kujawa, Luboszyce, Łazy, Łomy, Markosice, Mielno, Nowa Wioska, Pleśno, Polanówice, Pole, Późna, Przyborowice, Sadzarzewice, Sękowice, Sieńsk, Stargard Gubiński, Starosiedle, Strzegów, Wałowice, Węgliny, Wielotów, Witaszkowo, Zawada, Żenichów, Żytowań.

## Aangrenzende gemeenten
Bobrowice, Brody, Cybinka, Krosno Odrzańskie, Lubsko, Maszewo. De gemeente grenst aan Duitsland.